# Motomeccanica
Motomeccanica oder, wie er ursprünglich hieß, Pavesi & Tolotti war der älteste italienische Traktorenhersteller, ansässig in Mailand.

## Unternehmensgeschichte
Ugo Pavesi und Giulio Tolotti bauten 1910 einen kleinen dreirädrigen Motorpflug, der bei einer Ausstellung 1911 in Turin eine Silbermedaille gewann. Das Modell ging anschließend als „Aratrice M“ in Produktion, gefolgt von einem im Prinzip gleichen Modell mit höherer Motorleistung, genannt „Aratrice G“.
1914 wurde die Firma in eine GmbH umgewandelt und hieß jetzt Societá Anonima la Moto aratrice, brevetti ingg. Pavesi e Tolotti, sie stellte im Ersten Weltkrieg vor allem Zugmaschinen für schwere Geschütze her.
1918 schied Tolotti aus, das Unternehmen wurde umbenannt in S.A. La Motomeccanica, brevetti ing. Pavesi. Es baute in den 1920er und 1930er Jahren den vielbeachteten Traktor Pavesi P4 für das italienische und die Heere anderer Staaten, daneben entstanden unter dem Namen „Motomeccanica“ diverse Rad- und Kettenschlepper für die Landwirtschaft. Die Traktorenherstellung wurde in der zweiten Hälfte der 1950er Jahre aufgegeben, das Unternehmen in der ersten Hälfte der 1960er Jahre gelöscht.

## Modelle

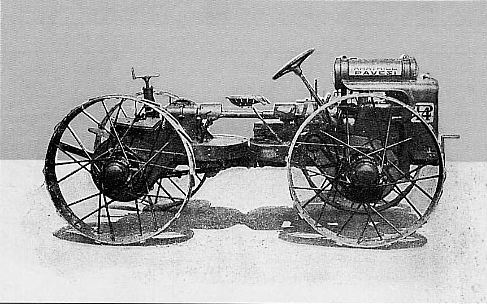
Rohchassis des Pavesi P4

- Aratrice M: 3 Räder, davon das rechte Hinterrad über Kette angetrieben, wassergekühlter Zweizylinder-Viertakt-Ottomotor 130 mm Bohrung, 180 mm Hub = 4776 cm³ Hubraum, 14 –16 PS bei 450–700/min, Eisenräder, Länge 360 cm, Breite 160 cm, Gewicht 1800 kg, gebaut 1911–1915
- Aratrice G: wie vor, aber 4 Zylinder (mit gleicher Bohrung und Hub), 40–50 PS bei 450–700/min, Länge 475 cm, Breite 220 cm, Gewicht 3500 kg, gebaut 1911–1915
- America: vier Räder, angetriebene Hinterachse, Motor wie Aratrice G, 360 cm lang, Radstand 280 cm, gebaut 1913, wohl nur Prototyp[8]
- Tipo A und B: siehe gesonderter Artikel Pavesi-Tolotti Tipo A und B
- P4: siehe gesonderter Artikel Pavesi P4

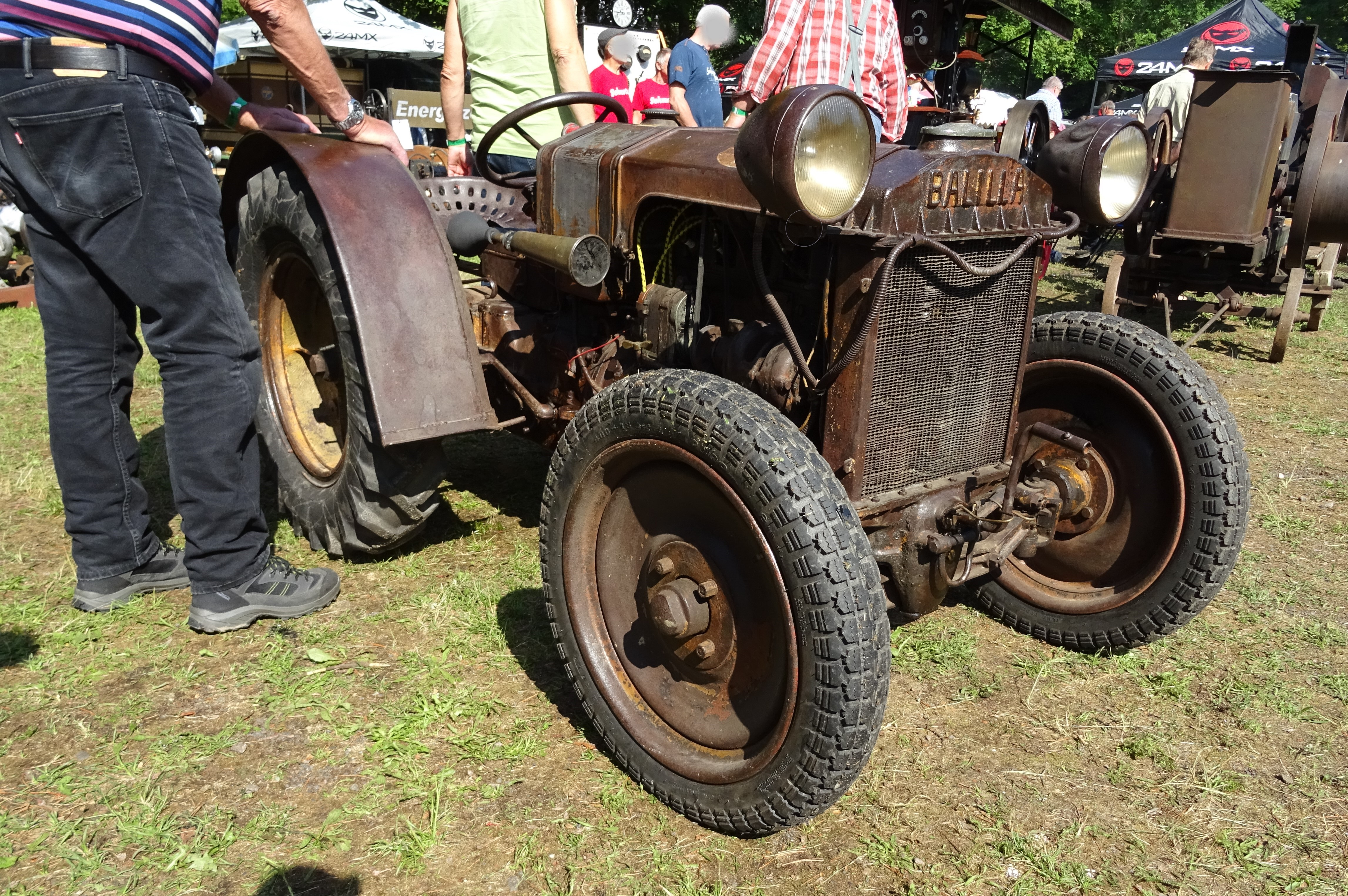
Motomeccanica Ballila Ruote

- Ballila Ruote: leichter landwirtschaftlicher Radtraktor, wassergekühlter Vierzylinder-Viertakt-Ottomotor 72 mm Bohrung, 102 mm Hub = 1438 cm³ Hubraum, 10 PS bei 1300/min, Eisenräder, Länge 210 cm, Breite 110 cm, Gewicht 850 kg, gebaut 1931–1952
- Ballila Cingoli: leichter landwirtschaftlicher Kettentraktor, wassergekühlter Vierzylinder-Viertakt-Ottomotor 67 mm Bohrung, 102 mm Hub = 1660 cm³ Hubraum, 15 PS bei 1500/min, Eisenräder, Länge 210 cm, Breite 110 cm, Gewicht 850 kg, gebaut 1933–1951
- 3M: landwirtschaftlicher Radtraktor, wassergekühlter Vierzylinder-Viertakt-Ottomotor 100 mm Bohrung, 150 mm Hub = 4700 cm³ Hubraum, 38 PS bei 1300/min, Eisenräder, Länge 300 cm, Breite 160 cm, Gewicht 2250 kg, gebaut 1938–1948[9]
- S50: landwirtschaftlicher Kettentraktor, Motor wie 3M, alternativ Hesselman-Motor mit 4 Zylindern, Bohrung ×Hub 110×150 mm, 50 PS oder Deutz-Dieselmotor mit 3 Zylindern, Bohrung ×Hub 120×170 mm, 50 PS,  Länge 350 cm, Breite 150 cm, Gewicht 5200 kg, gebaut ab 1939 bis ca. 1944
- R40: landwirtschaftlicher Radtraktor, wassergekühlter Vierzylinder-Viertakt-Ottomotor 75 mm Bohrung, 102 mm Hub = 1802 cm³ Hubraum, 40 PS bei 1300/min, Länge 300 cm, Breite 160 cm, Gewicht 2450 kg, 1994 Stück gebaut 1948–1953
- MR75: landwirtschaftlicher Radtraktor, wassergekühlter Vierzylinder-Viertakt-Ottomotor 100 mm Bohrung, 150 mm Hub = 4700 cm³ Hubraum, 20 PS bei 1800/min, Länge 250 cm, Breite 160 cm, Gewicht 1200 kg, 513 Stück gebaut 1948–1955
- RP3: landwirtschaftlicher Radtraktor, wassergekühlter Perkins-Dreirzylinder-Viertakt-Dieselmotor 88,9 mm Bohrung, 127 mm Hub = 2365 cm³ Hubraum, 29 PS bei 2000/min,  Länge 230 cm, Breite 120 cm, Gewicht 2025 kg, 886 Stück gebaut 1953–1957
- CP3: landwirtschaftlicher Kettentraktor, Motor wie RP3, Länge 350 cm, Breite 150 cm, Gewicht 5200 kg, 1378 Stück gebaut 1953–1955
- MR108: landwirtschaftlicher Radtraktor, wassergekühlter Vierzylinder-Viertakt-Dieselmotor 108 mm Bohrung, 120 mm Hub = 4397 cm³ Hubraum, 50 PS bei 1600/min, Eisenräder, Länge 320 cm, Breite 170 cm, Gewicht 2820 kg, 552 Stück gebaut 1953–1956[10]

## Patente (Auswahl)

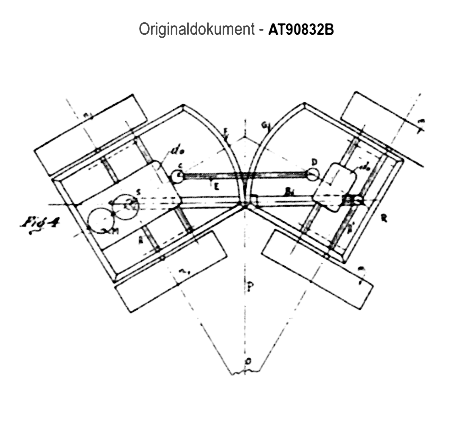
Zeichnung aus Patent-Nr. AT90832 zum Fahrzeugchassis mit Drehpunkten beider Drehschemel und Transmissionswelle.

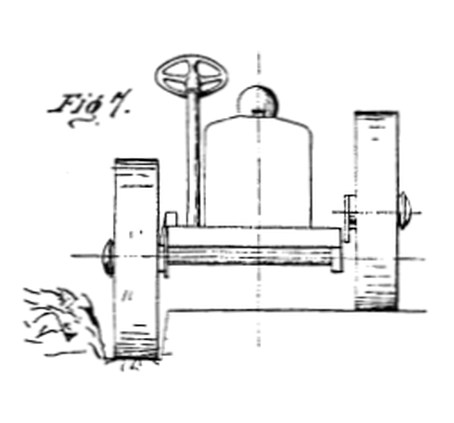
Zeichnung aus Patent-Nr. CH93461 zum Fahrzeugchassis mit Achshöhenverstellung der Vorderachse.

- Patent  FR443757A: Dispositif de distribution à double plaque pour moteurs à combustion. Veröffentlicht am 2. Oktober 1912, Erfinder: Ugo Pavesi.‌
- Patent  AT90832B: Kraftfahrzeug mit zwei oder mehreren Paaren von Antriebsrädern, welche sich beim Drehen des Fahrzeuges im Kreise in genau gleichen Bahnen bewegen.. Angemeldet am 18. Dezember 1919, veröffentlicht am 10. Januar 1923, Erfinder: Ugo Pavesi.‌
- Patent  GR2955B: ΑΠΟΣΥΝΤΙΘΕΜΕΝΟΝ ΡΥΜΟΥΛΚΟΝ ΜΕ ΤΕΣΣΑΡΑΣ ΤΡΟΧΟΥΣ ΙΔΙΑ ΔΙΑ ΜΕΤΑΦΟΡΑΣ ΕΠΙ ΔΥΣΒΑΤΩΝ ΕΔΑΦΩΝ.. Veröffentlicht am 29. Oktober 1930, Erfinder: Ugo Pavesi.‌